# Titolo di città in Belgio
Il titolo di città in Belgio è un titolo onorifico conferito mediante decreto reale a 133 comuni.

## Storia
Nel medioevo le "città" avevano dei privilegi rispetto ai villaggi circostanti. Potevano ad esempio organizzare delle fiere annuali o costruire delle fortificazioni. Durante l'occupazione francese al tempo della rivoluzione francese tali privilegi furono aboliti e sostituiti da un puro titolo onorifico (23 ottobre 1793); diverse città invece persero semplicemente il titolo.
Durante il periodo di riunione nel Regno Unito dei Paesi Bassi, molte città recuperarono il titolo. Il 30 maggio 1825 un decreto reale formalizzò l'elenco delle città che avevano il titolo di "città" e tale lista non fu più modificata per circa 150 anni. Dopo la riforma comunale del 1977 che ridusse fortemente il numero dei comuni, alcuni comuni ebbero l'opportunità di richiedere nuovamente il titolo sulla base di requisiti storici (città che avevano il titolo prima della rivoluzione francese o che avevano un ruolo importante nel medioevo) o anche sulla funzione di centro urbano rivestita nel presente. Diverse città hanno così ottenuto il titolo tra il 1982 e il 2000.

## Lista delle città del Belgio
Questa lista comprende i comuni belgi che hanno legalmente il titolo di "città". Per una lista completa dei comuni del Belgio, vedi: Comuni del Belgio.
| Città                      | Arrondissement     | Provincia           | Abitanti (01-01-2006) | Anno del decreto reale | Carta Comunale      |
| -------------------------- | ------------------ | ------------------- | --------------------- | ---------------------- | ------------------- |
| Aalst                      | Aalst              | Fiandre Orientali   | 77.360                | 1825                   | 1174                |
| Aarschot                   | Lovanio            | Brabante Fiammingo  | 27.864                | 1825                   | 1194                |
| Andenne                    | Namur              | Namur               | 24.407                | 1825                   |                     |
| Antoing                    | Tournai            | Hainaut             | 7.549                 | 1825                   | 1817 (titolo)       |
| Anversa (Antwerpen)        | Anversa            | Anversa             | 461.496               | 1825                   | 1221                |
| Arlon                      | Arlon              | Lussemburgo         | 26.367                | 1825                   |                     |
| Ath                        | Ath                | Hainaut             | 26.799                | 1825                   | 1166                |
| Bastogne                   | Bastogne           | Lussemburgo         | 14.144                | 1825                   | 1332                |
| Beaumont                   | Thuin              | Hainaut             | 6.698                 | 1825                   |                     |
| Beauraing                  | Dinant             | Namur               | 8.344                 | 1985                   |                     |
| Beringen                   | Hasselt            | Limburgo            | 0                     | 1985                   | 1239                |
| Bilzen                     | Tongeren           | Limburgo            | 30.057                | 1985                   | 1386                |
| Binche                     | Thuin              | Hainaut             | 32.409                | 1825                   |                     |
| Blankenberge               | Bruges             | Fiandre Occidentali | 18.175                | 1985                   |                     |
| Borgloon                   | Tongeren           | Limburgo            | 10.152                | 1985                   | circa 1200          |
| Bouillon                   | Neufchâteau        | Lussemburgo         | 5.455                 | 1825                   |                     |
| Braine-le-Comte            | Soignies           | Hainaut             | 20.305                | 1825                   |                     |
| Bree                       | Maaseik            | Limburgo            | 14.503                | 1985                   | 1386                |
| Bruges (Brugge)            | Bruges             | Fiandre Occidentali | 117.224               | 1825                   | 1128                |
| Bruxelles (Brussel)        | Bruxelles-Capitale | -                   | 144.784               | 1825                   | 1229                |
| Charleroi                  | Charleroi          | Hainaut             | 201.300               | 1825                   |                     |
| Châtelet                   | Charleroi          | Hainaut             | 35.621                | 1825                   |                     |
| Chièvres                   | Ath                | Hainaut             | 6.198                 | 1825                   |                     |
| Chimay                     | Thuin              | Hainaut             | 9.774                 | 1825                   |                     |
| Chiny                      | Virton             | Lussemburgo         | 5.013                 | 1825                   |                     |
| Ciney                      | Dinant             | Namur               | 14.958                | 1985                   |                     |
| Comines-Warneton           | Mouscron           | Hainaut             | 17.562                | 1825 (Warneton)        |                     |
| Courtrai (Kortrijk)        | Courtrai           | Fiandre Occidentali | 73.657                | 1825                   | 1127                |
| Couvin                     | Philippeville      | Namur               | 13.476                | 1985                   |                     |
| Damme                      | Bruges             | Fiandre Occidentali | 10.899                | 1985                   | 1180                |
| Deinze                     | Gand               | Fiandre Orientali   | 28.320                | 1825                   | 1241                |
| Dendermonde                | Dendermonde        | Fiandre Orientali   | 43.347                | 1825                   | 1233                |
| Diest                      | Lovanio            | Brabante Fiammingo  | 22.740                | 1825                   | 1229                |
| Diksmuide                  | Diksmuide          | Fiandre Occidentali | 15.733                | 1825                   | XII secolo          |
| Dilsen-Stokkem             | Maaseik            | Limburgo            | 19.106                | 1987                   | 1244 (Stokkem)      |
| Dinant                     | Dinant             | Namur               | 13.012                | 1825                   |                     |
| Durbuy                     | Marche-en-Famenne  | Lussemburgo         | 10.531                | 1825                   | 1331                |
| Eeklo                      | Eeklo              | Fiandre Orientali   | 19.535                | 1825                   | 1240                |
| Enghien                    | Soignies           | Hainaut             | 11.980                | 1825                   |                     |
| Eupen                      | Verviers           | Liegi               | 18.248                | 1808                   | 1808 (titolo)       |
| Fleurus                    | Charleroi          | Hainaut             | 22.221                | 1982                   |                     |
| Florenville                | Virton             | Lussemburgo         | 5.449                 | 1997                   |                     |
| Fontaine-l'Évêque          | Charleroi          | Hainaut             | 16.687                | 1825                   |                     |
| Fosses-la-Ville            | Namur              | Namur               | 9.311                 | 1825                   |                     |
| Gand (Gent)                | Gand               | Fiandre Orientali   | 233.120               | 1825                   | 1178                |
| Geel                       | Turnhout           | Anversa             | 35.189                | 1985                   |                     |
| Gembloux                   | Namur              | Namur               | 21.964                | 1985                   |                     |
| Genappe                    | Nivelles           | Brabante Vallone    | 14.136                | 1985                   |                     |
| Genk                       | Hasselt            | Limburgo            | 63.787                | 1999                   |                     |
| Geraardsbergen             | Aalst              | Fiandre Orientali   | 31.380                | 1825                   | 1068                |
| Gistel                     | Ostenda            | Fiandre Occidentali | 11.125                | 1985                   | XIII secolo         |
| Halen                      | Hasselt            | Limburgo            | 8.624                 | 1985                   | 1206                |
| Halle                      | Halle-Vilvoorde    | Brabante Fiammingo  | 34.882                | 1825                   | 1225                |
| Hamont-Achel               | Maaseik            | Limburgo            | 13.770                | 1985                   | XIV secolo (Hamont) |
| Hannut                     | Waremme            | Liegi               | 14.291                | 1985                   |                     |
| Harelbeke                  | Courtrai           | Fiandre Occidentali | 26.172                | 1985                   | 1153                |
| Hasselt                    | Hasselt            | Limburgo            | 70.035                | 1825                   | 1236                |
| Herentals                  | Turnhout           | Anversa             | 26.071                | 1985                   | 1209                |
| Herk-de-Stad               | Hasselt            | Limburgo            | 11.795                | 1985                   | 1386                |
| Herve                      | Verviers           | Liegi               | 16.772                | 1825                   |                     |
| Hoogstraten                | Turnhout           | Anversa             | 18.582                | 1985                   | 1210                |
| Houffalize                 | Bastogne           | Lussemburgo         | 4.749                 | 1825                   |                     |
| Huy                        | Huy                | Liegi               | 20.071                | 1825                   | 1066                |
| Izegem                     | Roeselare          | Fiandre Occidentali | 26.544                | 1825                   | 1817 (titolo)       |
| Jodoigne                   | Nivelles           | Brabante Vallone    | 12.440                | 1985                   |                     |
| La Louvière                | Soignies           | Hainaut             | 77.210                | 1985                   |                     |
| La Roche-en-Ardenne        | Marche-en-Famenne  | Lussemburgo         | 4.267                 | 1825                   |                     |
| Landen                     | Lovanio            | Brabante Fiammingo  | 14.682                | 1985                   | 1211                |
| Le Rœulx                   | Soignies           | Hainaut             | 7.977                 | 1825                   |                     |
| Lessines                   | Soignies           | Hainaut             | 17.848                | 1825                   |                     |
| Leuze-en-Hainaut           | Tournai            | Hainaut             | 13.223                | 1825                   |                     |
| Liegi (Liège)              | Liegi              | Liegi               | 186.805               | 1825                   |                     |
| Lier                       | Malines            | Anversa             | 33.272                | 1825                   | 1212                |
| Limburgo (Limburg)         | Verviers           | Liegi               | 5.616                 | 1825                   |                     |
| Lokeren                    | Sint-Niklaas       | Fiandre Orientali   | 37.850                | 1825                   | 1804 (titolo)       |
| Lommel                     | Maaseik            | Limburgo            | 31.898                | 1990                   |                     |
| Lo-Reninge                 | Diksmuide          | Fiandre Occidentali | 3.306                 | 1985                   |                     |
| Lovanio (Leuven)           | Lovanio            | Brabante Vallone    | 90.706                | 1825                   | 1211                |
| Maaseik                    | Maaseik            | Limburgo            | 23.631                | 1825                   | 1244                |
| Malines (Mechelen)         | Malines            | Anversa             | 78.268                | 1825                   | 1301                |
| Malmedy                    | Verviers           | Liegi               | 11.829                | storico                |                     |
| Marche-en-Famenne          | Marche-en-Famenne  | Lussemburgo         | 16.994                | 1825                   |                     |
| Menen                      | Courtrai           | Fiandre Occidentali | 32.413                | 1825                   |                     |
| Mesen                      | Ypres              | Fiandre Occidentali | 988                   | 1985                   |                     |
| Mons                       | Mons               | Hainaut             | 91.221                | 1825                   |                     |
| Mortsel                    | Anversa            | Anversa             | 24.427                | 1999                   |                     |
| Mouscron                   | Mouscron           | Hainaut             | 52.825                | 1986                   |                     |
| Namur                      | Namur              | Namur               | 107.178               | 1825                   |                     |
| Neufchâteau                | Neufchâteau        | Lussemburgo         | 6.539                 | 1825                   |                     |
| Nieuwpoort                 | Veurne             | Fiandre Occidentali | 10.855                | 1825                   |                     |
| Ninove                     | Aalst              | Fiandre Orientali   | 35.651                | 1825                   | XII secolo          |
| Nivelles                   | Nivelles           | Brabante Vallone    | 24.290                | 1825                   |                     |
| Ostenda (Oostende)         | Ostenda            | Fiandre Occidentali | 68.931                | 1825                   | 1267                |
| Ottignies-Louvain-la-Neuve | Nivelles           | Brabante Vallone    | 29.521                | 1982                   |                     |
| Oudenaarde                 | Oudenaarde         | Fiandre Orientali   | 28.517                | 1825                   | 1189                |
| Oudenburg                  | Ostenda            | Fiandre Occidentali | 8.929                 | 1985                   |                     |
| Peer                       | Maaseik            | Limburgo            | 15.810                | 1985                   |                     |
| Péruwelz                   | Tournai            | Hainaut             | 16.843                | 1825                   |                     |
| Philippeville              | Philippeville      | Namur               | 8.320                 | 1825                   |                     |
| Poperinge                  | Ypres              | Fiandre Occidentali | 19.623                | 1825                   | 1147                |
| Rochefort                  | Dinant             | Namur               | 12.038                | 1985                   |                     |
| Ronse                      | Oudenaarde         | Fiandre Orientali   | 24.158                | 1825                   |                     |
| Roeselare                  | Roeselare          | Fiandre Occidentali | 55.775                | 1825                   | 1250                |
| Saint-Ghislain             | Mons               | Hainaut             | 22.466                | 1825                   |                     |
| Saint-Hubert               | Neufchâteau        | Lussemburgo         | 5.718                 | 1825                   |                     |
| Sankt Vith (Saint-Vith)    | Verviers           | Liegi               | 9.169                 | storico                |                     |
| Scherpenheuvel-Zichem      | Lovanio            | Brabante Vallone    | 22.064                | 1985                   | 1605                |
| Seraing                    | Liegi              | Liegi               | 60.740                | 1999                   |                     |
| Sint-Niklaas               | Sint-Niklaas       | Fiandre Orientali   | 69.725                | 1825                   |                     |
| Sint-Truiden               | Hasselt            | Limburgo            | 38.247                | 1825                   | XI secolo           |
| Soignies                   | Soignies           | Hainaut             | 25.420                | 1825                   |                     |
| Spa                        | Verviers           | Liegi               | 10.543                | 1825                   | 1594                |
| Stavelot                   | Verviers           | Liegi               | 6.671                 | 1825                   |                     |
| Thuin                      | Thuin              | Hainaut             | 14.625                | 1825                   |                     |
| Tielt                      | Tielt              | Fiandre Occidentali | 19.269                | 1825                   |                     |
| Tienen                     | Lovanio            | Brabante Fiammingo  | 31.835                | 1825                   |                     |
| Tongeren                   | Tongeren           | Limburgo            | 29.687                | 1825                   |                     |
| Torhout                    | Bruges             | Fiandre Occidentali | 19.453                | 1825                   |                     |
| Tournai                    | Tournai            | Hainaut             | 67.534                | 1825                   | 1188                |
| Turnhout                   | Turnhout           | Anversa             | 39.791                | 1825                   | 1212                |
| Verviers                   | Verviers           | Liegi               | 53.597                | 1825                   |                     |
| Veurne                     | Veurne             | Fiandre Occidentali | 11.843                | 1825                   |                     |
| Vilvoorde                  | Halle-Vilvoorde    | Brabante Fiammingo  | 37.324                | 1985                   | 1192                |
| Virton                     | Virton             | Lussemburgo         | 11.165                | 1825                   |                     |
| Visé                       | Liegi              | Liegi               | 16.817                | 1825                   |                     |
| Walcourt                   | Philippeville      | Namur               | 17.516                | 1985                   |                     |
| Waregem                    | Courtrai           | Fiandre Occidentali | 35.852                | 1999                   |                     |
| Waremme                    | Waremme            | Liegi               | 14.050                | 1985                   |                     |
| Wavre                      | Nivelles           | Brabante Vallone    | 32.201                | 1825                   |                     |
| Wervik                     | Ypres              | Fiandre Occidentali | 17.607                | 1825                   |                     |
| Ypres (Ieper)              | Ypres              | Fiandre Occidentali | 34.897                | 1825                   | 1174                |
| Zottegem                   | Aalst              | Fiandre Orientali   | 24.548                | 1985                   |                     |
| Zoutleeuw                  | Lovanio            | Brabante Fiammingo  | 7.947                 | 1985                   | 1107                |